# Heinrich Bullinger
Heinrich Bullinger (vlastním jménem Johann Heinrich Bullinger; 18. červenec 1504, Bremgarten – 17. září 1575, Curych) byl švýcarský protestantský teolog, žák Huldrycha Zwingliho. Měl zásadní vliv na rozšíření protestantismu.

## Biografie
Za studií na Kolínské univerzitě se setkal s myšlenkami reformace a Martina Luthera. V letech 1523-1529 vyučoval na cisterciácké řádové škole v Kappelu. Toho roku Bullingerův otec vyhlásil, že kázal mylné názory a musel z Kappelu odejít. Zwingliho poznal Bullinger už roku 1523, postupně přijal jeho názory a v roce 1528 mu asistoval v diskusích při synodu v Bernu. Když Zwingli roku 1531 padl v bitvě u Kappelu, Bullinger zaujal jeho pozici hlavního pastora v Curychu.
Snažil se urovnat spory s německými luterány ohledně pojetí poslední večeře Páně, čehož výsledkem byl dokument Confessio Helvetica prior (První helvetské vyznání) z roku 1536. Rozdíly v pojetí Bullingerova (to jest v zásadě Zwingliho) a druhého velkého švýcarského reformátora Jana Kalvína a jeho žáků se pokusil vyřešit podobným dokumentem z roku 1566, který je nazýván Confessio Helvetica posterior (Druhé helvetské vyznání).
Vedl korespondenci s anglickými králi Jindřichem VIII., Edvardem VI. ad., čímž ovlivnil i anglický protestantismus (anglikánství). Napsal asi 127 latinských spisů, zejména teologických a historických.